# 姪浜車両基地
姪浜車両基地（めいのはましゃりょうきち）は、福岡市西区下山門四丁目1番1号にある福岡市交通局の車両基地である。
空港線、箱崎線の車両が所属する。JR下山門駅に隣接している。
車両検査業務及び基地施設管理は、JR九州の関連会社であるJR九州エンジニアリング株式会社に委託されており、同社姪浜車両事業所と称している。基本的に地下鉄空港線と箱崎線の電車の検査を担当するが、小倉総合車両センターからの受託扱いでJR九州303系電車・JR九州305系電車の検査を担当することもある。
1981年（昭和56年）7月26日に室見 - 天神間が開通した際には、まだ室見 - 当車両基地間が未完成であった。このため車庫に入庫する車両はトンネルの出口から国鉄の筑肥線への連絡線上まで自走した後、蓄電池式の機関車BB-1が牽引して、地上時代の非電化の国鉄姪浜駅構内を通って車両基地に入るという方式を採用していた。1983年（昭和58年）3月22日に高架線上の姪浜駅まで地下鉄が開通したことによりこの運用は解消されている。
5年ごとに鉄道の日付近の1日間、一般公開が行われる（姪浜車両基地の公開年以外の年には橋本車両基地が一般公開される）。その際には車両基地内の特設ホームと姪浜駅を結ぶ臨時のシャトル電車が運転される。

## 所属車両
- 1000系 = 6両 x 16編成（96両）
- 2000系 = 6両 x 6編成（36両）
- 4000系 = 6両 × 4編成（24両）

- 上記以外の車両では、構内入換用蓄電池機関車BB-1型、保線工事用車両など複数の事業用車両が配置されている。